# Lilltjärnen (Tännäs socken, Härjedalen)
Lilltjärnen är en sjö i Härjedalens kommun i Härjedalen och ingår i Ljusnans huvudavrinningsområde.